# Datalore
"Datalore" (títol original en anglès "Datalore") és el tretzè episodi de la primera temporada de la sèrie de televisió de ciència-ficció estatunidenca Star Trek: La nova generació, es va emetre originalment el 18 de gener de 1988, en redifusió als Estats Units. La història va ser creada per Robert Lewin i Maurice Hurley, i es va convertir en un guió per Lewin i el creador de l'espectacle, Gene Roddenberry. Va ser l'últim crèdit al guió de Roddenberry en una sèrie Star Trek. El director havia de ser originalment Joseph L. Scanlan, però després dels retards en la preproducció causats per la reescriptura del guió, va ser reassignat a Rob Bowman.
Ambientada al segle XXIV, la sèrie segueix les aventures de la tripulació de la nau de la Flota Estel·lar de la Federació Enterprise-D. En aquest episodi, la tripulació de l' Enterprise descobreix i torna a reunir el "germà" de Data, Lore (tots dos Brent Spiner), que està aliat amb l'entitat que va destruir la colònia al seu món natal.
La història va patir canvis significatius abans de la filmació, amb la intenció original de ser un episodi romàntic de Data amb una dona androide. Aleshores es va modificar a una trama de "bessons malvats" a proposta de Spiner i es van introduir elements de l'origen de Data, primer com una creació alienígena i després a mans del Dr. Noonien Soong. Soong va ser nomenat per Roddenberry en honor a un amic de la Segona Guerra Mundial. Les edicions al guió es van continuar fent durant el rodatge i, tot i que l'aspecte de l'episodi va ser elogiat pel repartiment i la tripulació, les caracteritzacions del guió no ho van ser. Les puntuacions Nielsen de l'episodi van ser de 10,3 milions per a la primera emissió, que va ser més baixa que els episodis anteriors i posteriors. La recepció de la crítica ha estat mixta, amb crítiques dirigides sobretot a la qualitat del guió i Spiner elogiat pel seu doble paper.
Els elements visuals de l'Entitat Cristalina van ser alguns dels primers gràfics generats per ordinador al programa de televisió.

## Argument
Mentre es dirigeix cap a la base estel·lar Armus IX per al manteniment de l'ordinador, l' Enterprise arriba al planeta Omicron Theta, el lloc d'una colònia desapareguda on la nau espacial Tripoli va trobar originalment l'androide Data (Brent Spiner). Un equip visitant viatja a la superfície i descobreix que el que havia estat terra de conreu ara és estèril i no hi ha cap rastre de vida al sòl. L'equip també troba un laboratori que és on el Dr. Noonien Soong, un dissenyador de robòtica abans destacat però ara desacreditat, va crear Data. L'equip també va trobar un androide desmuntat gairebé idèntic a Data i el porta a la nau. A mesura que es reprèn el rumb cap a la base estel·lar, la tripulació torna a muntar i reactiva el "germà" de Data (també interpretat per Brent Spiner) a la infermeria. Es refereix a si mateix com a Lore, i explica que Data es va construir primer i ell mateix és el model més perfecte. Fingeix ingenuïtat amb la tripulació, però mostra signes de ser més intel·ligent del que sembla. Més tard, en privat, li diu a Data que en realitat es van crear en l'ordre contrari, ja que els colons van tenir enveja de la seva pròpia perfecció. També explica que una entitat espacial cristal·lina capaç d'eliminar tota la força vital d'un món va ser la responsable de la desaparició de la colònia.
Aleshores, Lore incapacita a Data, revelant que té previst oferir la tripulació del vaixell a l'entitat. Quan es detecta una transmissió de senyal des de les estances de Data, Wesley Crusher (Wil Wheaton) es posa a investigar. Es troba en Lore, que ara es fa passar per Data, la qual cosa explica que va haver d'incapacitar el seu germà després de ser atacat. Wesley dubta, però afirma acceptar l'explicació. Poc després, la mateixa entitat cristal·lina que havia atacat la colònia s'acosta a la nau. Lore, encara fent-se passar per Data, entra al pont mentre l'objecte flota davant de l' Enterprise i explica que va incapacitar el seu germà apagant-lo, fent que la Doctora Beverly Crusher (Gates McFadden) sospiti, ja que Data havia tractat prèviament l'existència d'aquesta característica com un secret ben guardat. Aleshores Lore explica que pot comunicar-se amb l'entitat cristal·lina i suggereix al capità Jean-Luc Picard (Patrick Stewart) que mostri una demostració de força  enviant un objecte cap a l'entitat i després destruint-lo amb els faser de la nau.
Els intents de Lore d'imitar a Data són imperfectes, i desperta la sospita de Picard, sobretot quan Lore no reconeix l'ordre habitual de Picard de "fer-ho així". Encara que Picard envia un destacament de seguretat per seguir-lo, Lore domina el tinent Worf (Michael Dorn) i esquiva la persecució. Mentrestant, la Dr. Crusher i el seu fill, Wesley, malfien i reactiven Data  inconscient, i tots tres corren cap a la bodega per trobar a Lore planejant amb l'entitat per derrotar l' Enterprise. Quan Lore els descobreix, amenaça en Wesley amb un faser i ordena a la Dra. Crusher que marxi. Data ràpidament ataca Lore i es produeix una baralla. Data aconsegueix fer caure Lore a la plataforma del transport, i Wesley l'activa, enviant Lore a l'espai. Com que el seu conspirador ja no a bord, l'entitat cristal·lina marxa i l'Enterprise reprèn el seu viatge cap a la base estel·lar. Picard pregunta a Data si està bé, Data respon que estic bé.

## Repartiment i doblatge al català
La sèrie va ser doblada al català pels estudis Tramontana (primera part) i Soundtrack (segona part) i emesa a TV3 l’any 1991. Els dobladors de l'episodi foren:
| Personatge      | Actor/actriu    | Veu en català   |
| --------------- | --------------- | --------------- |
| Jean-Luc Picard | Patrick Stewart | Joan Crosas     |
| William Riker   | Jonathan Frakes | Antoni Forteza  |
| Data            | Brent Spinner   | Joaquim Sota    |
| Geordi La Forge | LeVar Burton    | Aleix Estadella |
| Worf            | Michael Dorn    | Enric Arquimbau |
| Beverly Crusher | Gates McFadden  | Pilar Rubiella  |
| Deanna Troi     | Marina Sirtis   | Alicia Laorden  |
| Tasha Yar       | Denise Crosby   | Teresa Manresa  |
| Wesley Crusher  | Will Wheaton    | Roger Pera      |
| Argyle          | Biff Yeager     | Jesus Ferrer    |

## Producció

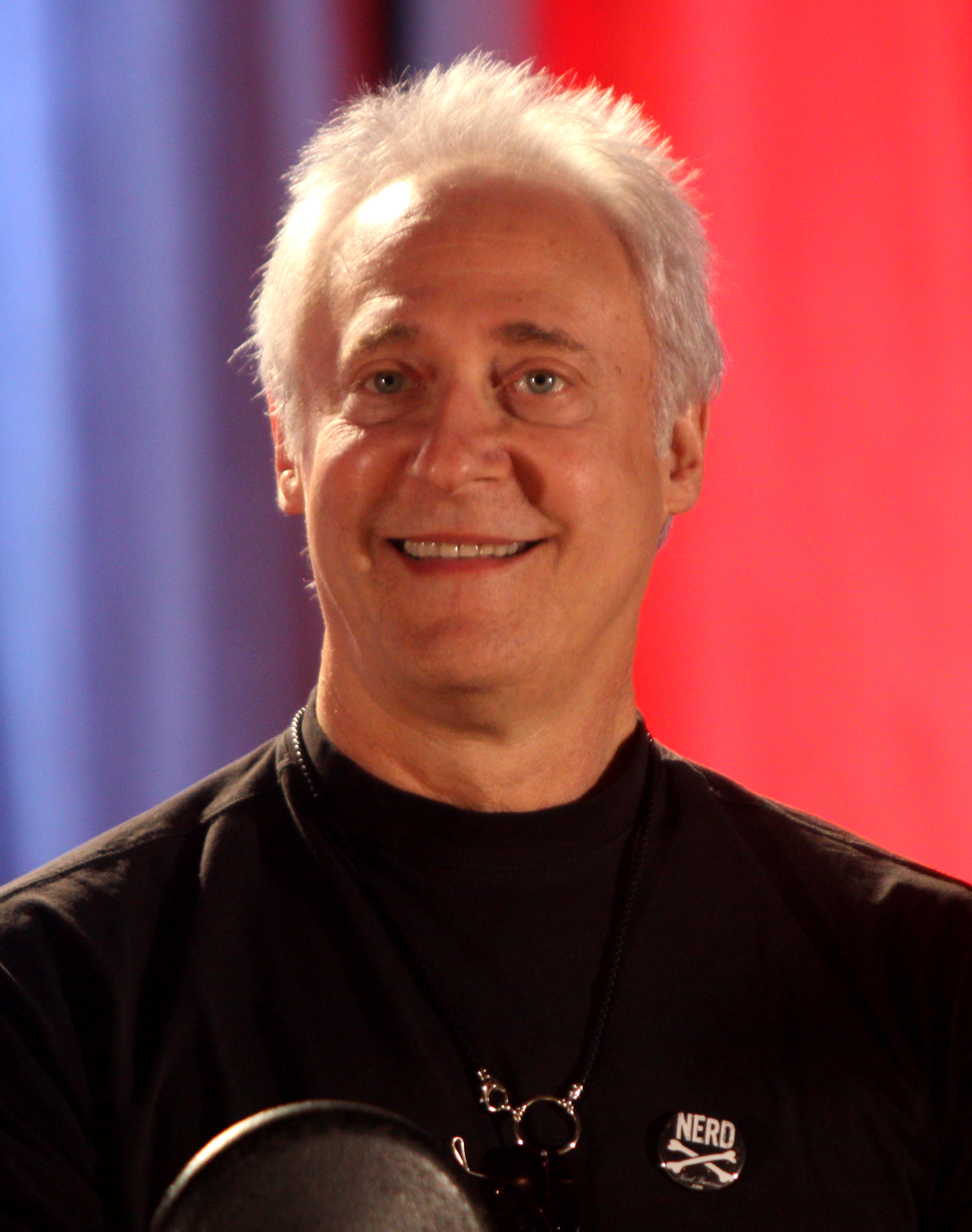
L'actor Brent Spiner va suggerir originalment la història del "bessó malvat" que apareix en aquest episodi.

La història original d'aquest episodi presentava una dona androide no semblant que tenia la intenció de ser un interès amorós per Data. El nou androide estava pensat per haver estat creat com una cosa que es pogués desplegar en situacions perilloses o arriscades, descrit a la premissa com una cosa semblant a una versió androide femenina de Red Adair, el bomber. La història del "bessó malvat" va ser suggerida per Brent Spiner, i va ser desenvolupada originalment per incloure la creació de Data per una raça alienígena. En canvi, es va abandonar i es va presentar el Dr. Noonien Soong. Va ser nomenat per Gene Roddenberry en honor al seu amic de la Segona Guerra Mundial, Kim Noonien Singh, per qui també es va nomenar el personatge Khan Noonien Singh.  El guió esmentava Isaac Asimov i les Lleis de la robòtica, cosa que s'havia suggerit que s'havia d'incloure en algun moment del programa com a crèdit parlat en una nota del 28 d'octubre de 1986 del productor executiu Bob Justman. L'episodi va patir retards durant la preproducció a causa de les reescriptures del guió, la qual cosa va fer que el guió es canviés per "L'adéu final", la qual cosa significava que el director Joseph L. Scanlan va dirigir aquest episodi. Rob Bowman, a qui Justman li havia dit anteriorment que dirigiria "L'adéu final" després del seu treball a "Una època massa curta", va ser assignat per dirigir "Datalore".
Va assumir el nou episodi com un repte, en la creença que els productors pensaven que l'episodi no funcionaria bé, la qual cosa va fer que estigués decidit a publicar un bon episodi. Va tenir nombroses discussions amb Brent Spiner, Justman i Rick Berman sobre aspectes de l'episodi, i els requisits tècnics i els efectes van requerir un dia addicional de rodatge. Bowman va acreditar a Spiner que va fer que l'episodi funcionés, posant un exemple: "Va fer l'única escena a la seva pròpia estança amb Brent assegut i Lore discutint com és ser humà. Va fer un costat, vam rodar un doble, després vam girar-lo, ho vam llegir a l'altre costat i va rodar l'altra meitat. Aquests dos personatges d'aquestes escenes són persones diferents... ell va pintar aquests personatges de manera diferent durant l'edició el rodatge, ja que els guionistes volien introduir un nou element a Data, per tal de distingir-lo encara més de Lore: una incapacitat per utilitzar contraccions. Data havia utilitzat contraccions durant els episodis anteriors, i Spiner es va negar a filmar l'escena fins que s'arribés a una decisió final; la producció es va aturar mentre hi havia una reunió sobre aquest tema entre Gene Roddenberry, els productors i els escriptors, al bell mig del conjunt del pont.
La música de l'episodi va ser composta per Ron Jones, i més tard es va publicar al segon disc de l'àlbum Star Trek: The Next Generation: The Ron Jones Project. Per a aquest episodi, Jones va crear un tema de sis notes per representar Lore. A l'entitat cristal·lina se li va donar un tema de tres notes que van tocar a través de dues peces titulades Crystal Entity i Crystal Attacks. La música que sonava quan l'equip visitant explora l'Omicron Theta era similar a la creada per Jerry Goldsmith per a la pel·lícula de 1979 Alien. Jones va reconèixer aquest enllaç dient que, "estava jugant amb coses com la música de Jerry al començament d'Alien, Bowman era com el nostre Ridley Scott—ell era com Ridley Scott Jr. i jo era Jerry Goldsmith Jr."
El productor executiu Maurice Hurley es va mostrar satisfet amb el resultat de l'episodi, dient: "Els decorats, el disseny i l'aspecte d'aquell programa van ser brillants, vaig pensar que podria haver estat el programa més bonic de la primera temporada". Tanmateix, considerava que les caracteritzacions no eren del tot correctes. Aquesta va ser la mateixa opinió de l'actor Brent Spiner, que va interpretar tant a Data com a Lore, que pensava que les accions de Data no estaven d'acord amb les seves expectatives del personatge. Aquest episodi va ser la segona i última aparició de Biff Yeager com a enginyer en cap Argyle. Va ser l'únic dels Enginyers en Cap presentats durant la primera temporada que va aparèixer dues vegades, ja que Geordi La Forge (LeVar Burton) es va fer amb el paper a la segona temporada. Wil Wheaton va recordar més tard que l'actor substitut utilitzat en aquest episodi va irritar realment a Spiner i mai més va ser utilitzat. Va descriure el substitut com "un ballarí de breakdance fent el robot" cada vegada que havia de retratar Data o Lore, i va dir que "Crec que el noi estava molt interessat en interpretar a un androide, i el seu entusiasme va augmentar fins als onze, però al final de la setmana, gairebé tothom volia desactivar-lo i vendre'l al Jawa més proper."  Els esdeveniments de l'episodi serien seguits en temporades posteriors, amb l'entitat cristal·lina tornant a l'episodi de la cinquena temporada "Avatar de silici". Brent Spiner va repetir el paper de Lore als episodis "Germans" i "Atac".

### Efectes especials
La presentació de l'alienígena Entitat Cristalina d'aquest episodi va ser recreada en gràfics generats per ordinador per al llançament en HD en discos Blu-ray de Star Trek: La nova generació.
La definició estàndard original de l'efecte Entitat Cristal·lina també es va generar per ordinador, i va ser un dels primers usos dels gràfics CGI al programa.

## Recepció
"Datalore" es va emetre per primera vegada el 18 de gener de 1988, en redifusió. L'episodi va rebre puntuacions de Nielsen de 10,3 milions a la primera emissió, que va suposar una caiguda des de "L'adéu final" que va rebre una puntuació d'11,4 milions en la setmana anterior,  i "L'Àngel" que va obtenir una puntuació d'11.4 milions la setmana següent.
Diversos crítics van tornar a veure l'episodi després del final de la sèrie. Keith DeCandido va revisar l'episodi per a Tor.com el juny de 2011. Va resumir: "Tot i que és important en el gran esquema de coses en el que estableix sobre els antecedents de Data, l'episodi en si és terriblement dolent, des del guió maldestre fins al treball de doble cos vergonyós." Va pensar que el final era anticlimàtic, que tots els personatges van actuar "d'allò m´s ximple" i que l'actuació de Spiner com Lore era sobreactuada. DeCandido va donar a "Datalore" una puntuació de quatre de deu. El membre del repartiment Wil Wheaton va veure l'episodi per a AOL TV el desembre de 2007. Tot i que va acreditar la direcció artística de l'episodi, va criticar la història, dient que "es tracta d'una escriptura mandrosa on passen coses perquè se suposa que han de passar, en comptes de fer-les passar de manera orgànica. Els personatges són créduls quan haurien de ser escèptics, i el públic no hauria de sorprendre amb res després del segon acte, i hi ha problemes de la història que mai haurien d'haver superat el primer esborrany." Va recordar que havia gaudit molt de l'episodi quan era nen, però va pensar que no aguantava repetir la visió d'adult i va afirmar que el "fantàstic treball de Spiner creant personatges clarament diferents Data i Lore" no era suficient per solucionar els altres defectes de l'episodi. Li va donar una nota D.
Michelle Erica Green, que va revisar l'episodi per TrekNation el maig de 2007, va pensar que podria ser més indulgent en retrospectiva, ja que sap que els que seguiren a "Datalore" van ser grans episodis. Ella va elogiar les "actuacions encantadores i subtils de Spiner com a Data i Lore", però va considerar que les motivacions i els objectius de Lore no estaven clars, i que la tripulació va resultar estúpida per la seva inacció davant l'amenaça de Lore. Va pensar que transportar el dolent a l'espai era impactant (ja que el programa generalment presenta els androides com a persones) i inconsistent (ja que Lore acabava de dir a l'entitat que l'ataqués quan els escuts baixen després de l'activació d'un transportador). Jamahl Epsicokhan al seu lloc web "Jammer's Reviews" va valorar l'episodi per proporcionar una història de fons a Data, però va estar d'acord que la incapacitat de la tripulació per reconèixer l'amenaça de Lore i la falta de voluntat d'escoltar a Wesley els va fer semblar estúpids. Li va donar a l'episodi una puntuació de tres sobre quatre.
Zack Handlen va veure "Datalore" per The A.V. Club l'abril de 2010. Va assenyalar que els orígens de Data tenien trames importants, com ara que la nau que va trobar Data no va investigar el planeta. Va pensar que Lore era un vilà ben concebut que treballa bé amb la força de Spiner com a actor, però que la història només va ratllar la superfície del potencial del personatge. Va considerar que el tema de la contracció era un problema, ja que tot i dir que Data no podia utilitzar-les, els utilitza durant tot l'episodi, inclòs immediatament després que Lore fos expulsat de la nau, cosa que "et castiga per prestar atenció, perquè ara estaràs mig convençut que el robot equivocat va ser expulsat, i que Lore d'alguna manera va guanyar al final". No li va agradar la resposta de la tripulació a Wesley i va pensar que estava sent menystingut, i va donar a l'episodi una nota general de B-.
L'Entitat Cristalina va ser assenyalada per Space.com com un dels alienígenes més exòtics de la franquícia Star Trek; observen la seva aparença de floc de neu — bella però mortal.
El 2016, Empire el va classificar com el 38è millor dels 50 millors episodis dels més de 700 episodis de televisió de Star Trek.
El 2020, Space.com va recomanar veure aquest episodi com a fons per a Star Trek: Picard.
El 2020, GameSpot va assenyalar aquest episodi com un dels episodis més estranys de la sèrie.
El 2020, SyFy Wire va recomanar aquest episodi per a marató de sèries, assenyalant com explora els orígens i les relacions de Data.

## Mitjans domèstics i estrena al cinema
L'episodi es va publicar com a part del Blu-ray de la primera temporada el 24 de juliol de 2012. Per tal de celebrar el 25è aniversari de Star Trek: La nova generació i promocionar el llançament de la primera temporada a Blu-ray, els episodis "Datalore" i "Allà on no ha estat mai ningú" es van estrenar al cinema al Estats Units el 23 de juliol de 2012, a prop de 500 cinemes. "Datalore" va ser escollit pels experts de Star Trek Mike i Denise Okuda a causa de l'estatus de favorit dels fans de Brent Spiner.
Els episodis de "Trobada a Farpoint" a "Datalore" es van publicar al Japó en LaserDisc el 10 de juny de 1995, com a part de la First Season Part.1. Això incloïa la meitat dels episodis de la primera temporada amb una durada total de 638 minuts en discs de vídeo òptics de 12 polzades.